# 3131 Mason-Dixon
3131 Mason-Dixon este un asteroid din centura principală, descoperit pe 24 ianuarie 1982 de Edward Bowell.